# Marcel Landowski
Marcel François Paul Landowski (ur. 18 lutego 1915 w Pont-l’Abbé, zm. 22 grudnia 1999 w Paryżu) – francuski kompozytor.

## Życiorys
Syn Paula Landowskiego, rzeźbiarza pochodzenia polskiego. Jego pradziadkiem był Henri Vieuxtemps. Od 1922 roku uczył się gry na fortepianie u Marguerite Long, uczęszczał też do szkoły dyrygenckiej Pierre’a Monteux. W latach 1934–1939 studiował w Konserwatorium Paryskim, gdzie jego nauczycielami byli Noël Gallon (fuga), Henri Büsser (kompozycja) i Philippe Gaubert (dyrygentura). Jego talent zwrócił uwagę Arthura Honeggera, który został doradcą Landowskiego w zakresie kompozycji.
Pełnił funkcję dyrektora konserwatorium w Boulogne-Billancourt (1959–1961) i dyrektora muzycznego Comédie-Française (1961–1965). Pracował też we francuskim Ministerstwie Kultury na stanowisku inspektora generalnego szkolnictwa muzycznego (1964–1975), kierownika departamentu muzyki (1966–1970) i departamentu opery i baletu (1970–1974). Od 1975 do 1977 roku pełnił też funkcję generalnego inspektora muzyki w Ministerstwie Edukacji. W latach 1977–1979 kierował wydziałem kultury w magistracie Paryża. Od 1980 do 1991 roku był dyrektorem Théâtre du Châtelet. Od 1991 roku był członkiem zarządu wydawnictwa muzycznego Editions Salabert.
Odznaczony Grand Prix de la Ville de Paris (1950) i nagrodą im. Ravela (1973). Od 1975 roku członek Académie des beaux-arts, w 1994 roku został wybrany także na stanowisko kanclerza Institut de France. Odznaczony został orderem Legii Honorowej w stopniu wielkiego oficera, Orderem Narodowym Zasługi w stopniu wielkiego oficera, Orderem Sztuki i Literatury w stopniu komandora oraz Orderem Palm Akademickich w stopniu komandora.
Jego żoną od 1941 roku była pianistka Jacqueline Potier.

## Twórczość
Twórczość kompozytorska Landowskiego ma charakter eklektyczny. W młodości pozostawał pod wpływem Arthura Honeggera, później tworzył w stylistyce umiarkowanego modernizmu. Był przeciwnikiem awangardowych tendencji w muzyce, przeciwstawiał się serializmowi, co doprowadziło do konfliktu z grupą skupioną wokół Pierre’a Bouleza. Jako pracownik francuskiego ministerstwa przyczynił się do reformy programu nauczania, dbał też o rozwój życia muzycznego na prowincji. W muzyce Landowskiego silnie przejawiają się inspiracje religijno-filozoficzne, wypływające z afirmatywnej postawy wobec życia i sprzeciwu wobec współczesnego pesymizmu i nihilizmu.
Był autorem prac L’orchestre (wspólnie z Louisem Aubertem, 1950), Honegger (1957), Batailles pour la musique (1979) i La Musique n’adocuit pas les moeurs (1990).

## Wybrane kompozycje
(na podstawie materiałów źródłowych)

### Utwory orkiestrowe
- 2 koncerty fortepianowe (I Poème 1939–1940, II 1963)
- poemat symfoniczny Brumes (1943)
- Koncert wiolonczelowy (1944–1945)
- poemat symfoniczny Edina (1946)
- suita Le Petit Poucet (1946)
- Ballet des Jeux du Monde (1948)
- suita Le Voyageur et la voyageuse (1948)
- 5 symfonii (I Jean de la Peur 1949, II 1964, III Les Espaces 1965, IV 1988, V Les lumières de la nuit 1998)
- suita Trois histoires de la prairie (1950)
- Koncert na fale Martenota (1954)
- Koncert na fagot (1957)
- suita La Passante (1958)
- Mouvement na smyczki (1960)
- poemat symfoniczny L’Orage (1960)
- 2 koncerty na flet (I 1968, II 1998)
- koncert Au bout de chagrin, une fenêtre ouverte na trąbkę, orkiestrę i taśmę (1977)
- poemat symfoniczny L’Horloge (1982)
- Improvisation na puzon i orkiestrę (1990)
- Adagio Cantabile na obój, rożek angielski, perkusję i smyczki (1991)
- Symfonia koncertująca na organy i orkiestrę (1993)
- Que ma joie demeure na skrzypce i smyczki (1994)
- Koncert skrzypcowy (1995)
- Un Chant na wiolonczelę i orkiestrę (1996)
- À Sainte Dévote (1997)
- Ouverture pour un opéra imaginaire (1997)

### Utwory kameralne
- Trio na róg, trąbkę i fortepian (1954)
- Quatre préludes na perkusję i fortepian (1963)
- Étude de sonorité na skrzypce i fortepian (1973)
- Concerto en trio na fale Martenota, perkusję i fortepian (1975)
- Souvenir d’un jardin d’enfance na obój i fortepian (1977)
- Cahier pour quatre jours na trąbkę i organy (1977)
- Improvisation na puzon i fortepian (1983)
- Sonate brève na wiolonczelę solo (1985)
- Blanc et feu na róg, 2 trąbki, puzon i tubę (1985)
- Petite chanson de l’amitié na 4 wiolonczele (1987–1991)
- Étude de technique et de sonorité na skrzypce i fortepian (1996)
- Velléda et le coeur de chêne na skrzypce i harfę (1998)

### Utwory fortepianowe
- Sonatine (1940)
- Deux nocturnes (1945)
- Le Petit Poucet (1946)
- En trottinant sur le sentier (1959)

### Utwory wokalno-instrumentalne
- Le Sept loups i Les Sorcières na głos żeński i orkiestrę (1937)
- Trois melodies na sopran i orkiestrę (1938)
- oratorium Rythmes du Monde (1939–1941)
- Desbat du cuer et du corps na sopran, tenora, skrzypce, wiolonczelę i fortepian (1943)
- oratorium La Qûete sans fin (1943–1944)
- Cantique d’actions de Grâces na solistów, chór i fortepian lub organy (1945)
- Trois révérences à la mort na sopran i fortepian (1946)
- kantata Jésus, là es-tu? na alt, chór żeński, fortepian lub smyczki i perkusję (1948)
- Le Lac d’Undeneur na kontralt (1948–1949)
- Quatre chants d’Innocence na chór żeński (1952)
- Espoir na chór, recytatora i orkiestrę (1959)
- Chant de Solitude na 4 głosy żeńskie i orkiestrę (1960)
- Les Notes de Nuit na recytatora i orkiestrę (1961)
- kantata Aux mendiant du Ciel na sopran i orkiestrę (1966)
- Messe de l’Aurore na sopran, tenora, baryton, chór i orkiestrę (1977)
- Un enfant appelle na sopran, wiolonczelę i orkiestrę (1978)
- oratorium Le Pont de l’espérance na sopran, baryton, chór, 2 tancerzy i orkiestrę (1980)
- La Prison na sopran i orkiestrę (1981)
- Chant de Paix „Ecoute ma voix...” na sopran lub głos dziecięcy, baryton, chór dziecięcy lub chór mieszany i organy (1985)
- Help-Help Vatelot na sopran, wiolonczelę, chór i mały zespół instrumentalny (1985)
- Les Deux soeurs na kwartet wokalny (1986)
- La Symphonie de Montségur na sopran, baryton i orkiestrę (1987)
- Les Leçons des ténèbres na sopran, bas, chór, organy i wiolonczelę (1991)
- kantata Les Rois Mages na głos, flet i trąbkę (1994)

### Dzieła sceniczne
- operetka Le Tour d’une aile de pigeon (wyst. Paryż 1938)
- balet Les Fleurs de la petite Ida (wyst. Paryż 1938)
- balet Clairs-obscurs (wyst. Paryż 1938)
- balet Après-midi champêtre (wyst. Wersal 1941)
- balet Les Travaux et les jours (1943)
- balet Les Djinns (wyst. Paryż 1944)
- legenda liryczna La Rire de Nills Halerius (1944–1948, wyst. Miluza 1951)
- dramat liryczny Le Fou (1948–1955, wyst. Nancy 1956)
- balet-opera Rabelais, François de France (wyst. Tours 1953)
- komedia liryczna Le Ventriloque (1954–1955, wyst. Paryż 1956)
- dramat liryczny L’Opéra de Poussière (1958–1962, wyst. Awinion 1962)
- balet Abîmes (wyst. Essen 1959)
- dramat liryczny Les Adieux (wyk. Radio Luksemburg 1959, wyst. Paryż 1960)
- balet Le Leçon d’Anatomie (wyst. Haga 1964)
- balet La Fantôme de l’Opéra (1979, wyst. Paryż 1980)
- balet Les Hauts de Hurlevent (wyst. Paryż 1982)
- miniopera dziecięca La Sorcière de placard à balais (wyst. Sevres 1983)
- dramat liryczny Montségur (wyst. Tuluza 1985)
- musical La Vieille Maison (1987, wyst. Nantes 1988)
- opera dziecięca P’tit Pierre et la Sorcière du placard à balais (1991, wyst. Colmar 1992)
- opera Galina (1995, wyst. Lyon 1996)